# احمد ذوالفقار
احمد مراد صلاح‌الدین ذوالفقار (عربی مصری: أحمد ذو الفقار؛ ۱۵ اوت ۱۹۵۲ – ۱ مهٔ ۲۰۱۰) مهندس مکانیک و یک کارآفرین مصری بود. او به مدت سه دهه در زمینه زیرساخت فعالیت کرد. ذوالفقار یکی از اولین بنیان‌گذاران تکنولوژی مدرن سیستم‌های آبیاری در مصر بود.